# Desigualdade triangular

Em qualquer triângulo, tem-se a<b+c, b<a+c e c<a+b.

A desigualdade triangular é um teorema da geometria euclidiana que afirma que, num triângulo o comprimento de um dos lados é sempre inferior à soma dos comprimentos dos outros dois lados. No texto clássico Os Elementos, de Euclides, este teorema é a Proposição 20 do Livro I. É nada mais que uma reformulação do conceito intuitivo de que é mais curto o caminho reto entre A e B que o caminho de A até C somado ao de C até B.

## A desigualdade triangular nos números reais
No conjunto dos números reais, chamamos de desigualdade triangular, em analogia ao caso da geometria plana a seguinte expressão envolvendo módulos:
{\displaystyle |u+v|\leq |u|+|v|}.
Que dá origem a outras desigualdades:
- {\displaystyle |u-v|\leq |u|+|v|}
- {\displaystyle |u|-|v|\leq |u-v|\,}
- {\displaystyle {\Big |}|u|-|v|{\Big |}\leq |u-v|\,}

Para a primeira, escreva {\displaystyle |u-v|=|u+(-v)|\leq |u|+|-v|=|u|+|v|}
Para a segunda, {\displaystyle |u|=|v+(u-v)|\leq |v|+|u-v|\,}
A terceira é consequência da segunda, trocando os papéis de u e v.

## A desigualdade triangular emRn{\displaystyle \mathbb {R} ^{n}}

### Teorema
Em {\displaystyle \mathbb {R} ^{n}}, quaisquer que sejam {\displaystyle x,y\in \mathbb {R} ^{n}}, tem-se:
{\displaystyle \|x+y\|\leq \|x\|+\|y\|}
Havendo igualdade se e só se {\displaystyle y=\alpha x} com {\displaystyle |1+\alpha |=1+|\alpha |} . 
Note que {\displaystyle \alpha =0} está incluído mas {\displaystyle \alpha \leq -1} não.

### Demonstração
Utilizando a desigualdade de Cauchy-Schwarz, prova-se o teorema facilmente.
Tem-se (utilizando propriedades do produto interno):
{\displaystyle \|x+y\|^{2}=\langle x+y,x+y\rangle =\langle x,x\rangle +2\langle x,y\rangle +\langle y,y\rangle } (I)
Pela desigualdade de Cauchy-Schwarz aplicada em (I):
{\displaystyle \langle x,x\rangle +2\langle x,y\rangle +\langle y,y\rangle \leq \|x\|^{2}+2\|x\|\|y\|+\|y\|^{2}=\left(\|x\|+\|y\|\right)^{2}}
Tendo em conta que a norma é um valor não-negativo, segue que:
{\displaystyle \|x+y\|^{2}\leq \left(\|x\|+\|y\|\right)^{2}\Leftrightarrow \|x+y\|\leq \|x\|+\|y\|} Q.E.D.
A segunda parte do teorema decorre diretamente da aplicação da desigualdade de Cauchy-Schwarz (atentar no segundo termo do lado direito da equação).

## Desigualdade triangular para números complexos
Sejam X e Y dois números complexos, então:
- {\displaystyle |X+Y|\leq |X|+|Y|}
- {\displaystyle |X|-|Y|\leq |X-Y|}

## Desigualdade triangular em espaço métrico
A desigualdade triangular é tão importante nos conceitos da análise matemática e topologia que se torna um axioma na definição de métrica, ou seja toda métrica d deve satisfazer:
{\displaystyle d(x,y)\leq d(x,z)+d(z,y)\,}

## Desigualdade triangular em espaço normado
A desigualdade triangular em espaços normados escreve-se da seguinte forma:
{\displaystyle \|x+y\|\leq \|x\|+\|y\|}
E generaliza-se por indução matemática para:
{\displaystyle \left\|\sum _{n=1}^{N}x_{n}\right\|\leq \sum _{n=1}^{N}\|x_{n}\|}
E também para séries infinitas:
{\displaystyle \left\|\sum _{n=1}^{\infty }x_{n}\right\|\leq \sum _{n=1}^{\infty }\|x_{n}\|}

## Desigualdade triangular para integrais
A seguinte desigualdade é valida para qualquer função real {\displaystyle f(x)\,} integrável.
{\displaystyle \left|\int _{V}f(x)dx\right|\leq \int _{V}|f(x)|dx}